# Noblejas
Noblejas es un municipio y localidad española de la provincia de Toledo, en la comunidad autónoma de Castilla-La Mancha. El término municipal cuenta con una población de 3952 habitantes (INE 2024).

## Toponimia
El término Noblejas podría derivarse de la primera forma documentada, Nablelas, aunque parece más evidente que se derive del topónimo Nobles. Según otra teoría procedería de un vocablo celta o celtíbero, NO-BRIGA que significaría sobre el cerro.[cita requerida] En apoyo de esta teoría está la situación del municipio sobre la ladera de un cerro del municipio, y los restos de antiguos castros olcades que se han hallado en sus inmediaciones.

## Geografía

Arroyos del municipio

El municipio se encuentra situado «en una ladera inclinada al Oeste» Pertenece a la comarca de la Mesa de Ocaña y linda con los términos municipales de Colmenar de Oreja al norte en la provincia de Madrid y Villarrubia de Santiago al este, Villatobas al sur, Ocaña al suroeste y el territorio de Oreja, perteneciente a Ontígola, al oeste, en la de Toledo.
Al norte, y formando frontera con Colmenar de Oreja, discurre el río Tajo, al que desembocan los arroyos de Valdevillarrubia, que forma así mismo la demarcación con  Villarrubia de Santiago, del Carril y de la Fuente del Berralo.

## Historia
Parece ser que se fundó en 714, aunque no existen documentos que lo atestigüen. Tras la conquista del castillo de Oreja por Alfonso VII, se repuebla la zona, citándose en 1139 a Noblejas como poblado perteneciente a la jurisdicción de Aurelia, la actual Oreja: «Terminos preterea castello aurelie tales haberes concedo: uidilicet ab eo loco ubi saramba descendit in tago usque ad fonticulam et inde ad ocaniolam. Inde vero ad ocaniam maiorem et inde ad nobleas». En 1193, y según señala Hernández, cuando en el testamento de Sancha Núñez de Lara se nombra la aldea de nobles, se está refiriendo a Noblejas: «... in aldea de nobles...».
En 1209 aparece nuevamente como nobles en un documento de Alfonso VIII donde se cede a Alfonso Téllez la villa de Montalbán:«... et inde comodo uertunt illas aquas ad Dos Barrios et ad illa fonte del canno et ad Nobles,...». En 1214 cede Toledo a la Orden de Santiago los diezmos de Noblejas y en 1244 figura ya como lugar poblado.[cita requerida]
Tras la creación del Condado de Noblejas, en 1689 pasa a manos de Francisco Antonio de Herrera de la Concha, quien edificó su palacio en la plaza de la villa. La villa llegó a ser señorío del ducado que llevó su nombre.
Durante la Guerra de la Independencia Española, en octubre de 1809, acamparon en Noblejas el 7º y el 9º Regimiento de la División Polaca.[cita requerida]
A mediados del siglo XIX tenía 250 casas y el presupuesto municipal ascendía a 16 747 reales de los cuales 3300 eran para pagar al secretario.

## Demografía
Cuenta con una población de 3952 habitantes (INE 2024).
| Gráfica de evolución demográfica de Noblejas entre 1842 y 2021                                                        |
| |
| Población de derecho según los censos de población del INE. Población de hecho según los censos de población del INE. |

El paulatino aumento de la población hasta la década de 1930 se transformó en un ligero descenso que duraría hasta la década de 1970, cuando la población empezaría nuevamente a recuperarse. En la siguiente tabla se sigue apreciando esta recuperación, más acentuada en los últimos años.

## Economía

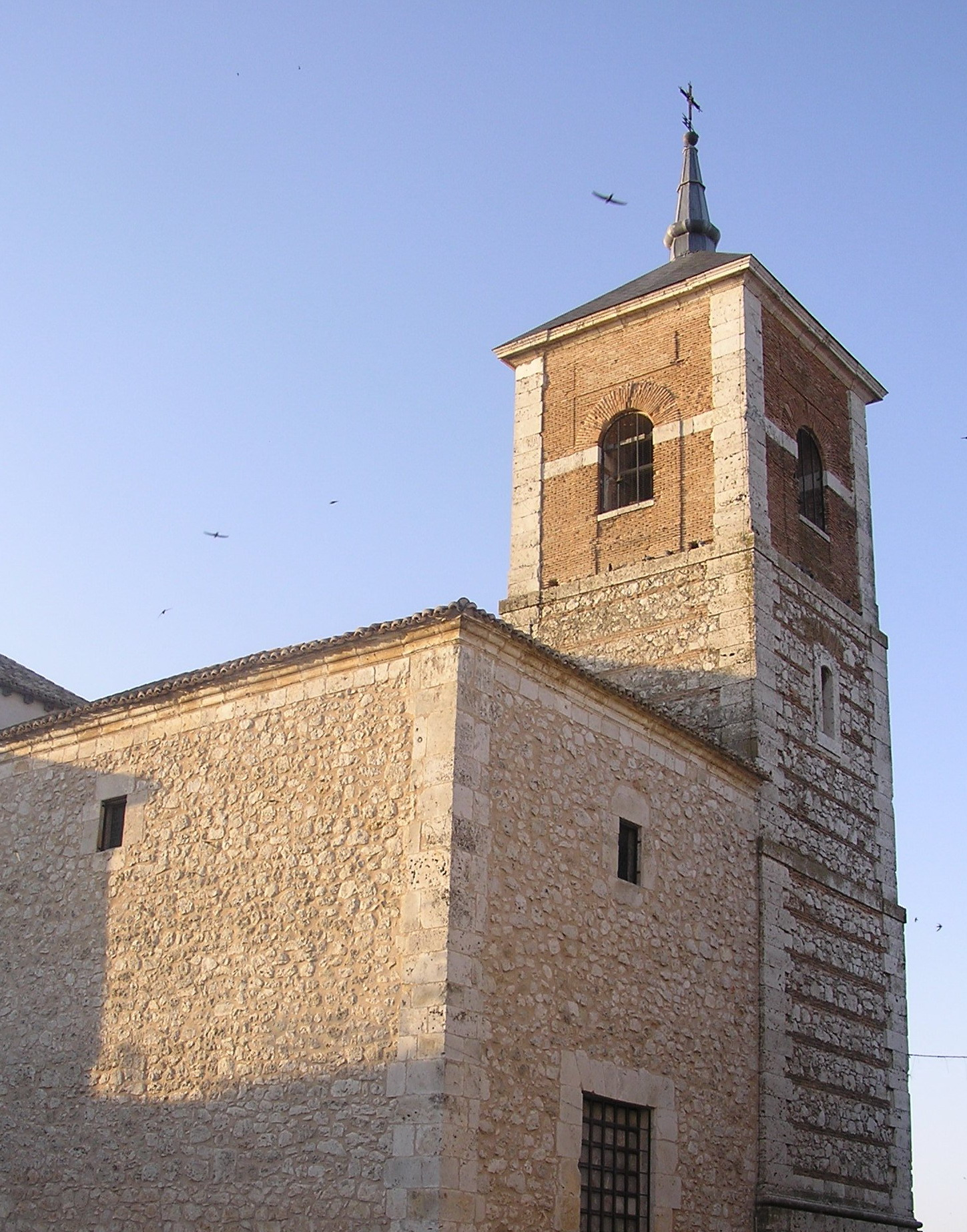
Iglesia de Santiago Apóstol

Históricamente ha sido una población fundamentalmente agrícola. Durante el siglo XIX se producía «trigo, cebada, anís, guisantes, aceite y vino», manteniéndose así mismo ganado lanar, cabrío y mular. La industria se reducía a la elaboración de esparto, tres molinos de aceite y uno de harina, así como al transporte de vino y aguardiente.
En la actualidad la agricultura sólo representa el 3,7 % del total de empresas afincadas en el municipio, siendo el sector predominante el de servicios con un 53,7 %, seguido por los de la construcción y la industria, con un 22,1 % y 20,6 % respectivamente.

## Símbolos
Escudo partido: 1º, de azur, tres veneras, de plata, puesta 2-1; 2º, de plata, dos racimos de uvas, de sinople. Al timbre,corona real cerrada.
El escudo de Noblejas fue encargado por el Ayuntamiento a los heraldistas e historiadores Buenaventura Leblic García y José Luis Ruz Márquez, quienes lo realizaron apoyándose en la existencia en la iglesia de la villa de un escudo de armas del linaje de la Concha, al que pertenecieron los señores de la villa, condes y luego duques de Noblejas; así como en la existencia de dos antiguas alquerías medievales a las que hacen alusión los racimos de uva. Escudo e informe obtuvieron la aprobación de la Real Academia de la Historia en junta de 29 de noviembre de 1986.

## Administración
| Periodo   | Nombre                             | Partido |
| --------- | ---------------------------------- | ------- |
| 1979-1983 | Antonio Fernández- Avilés Zamorano | UCD     |
| 1983-1987 | Agustín Jiménez Crespo             | PSOE    |
| 1987-1991 | Agustín Jiménez Crespo             | PSOE    |
| 1991-1995 | Agustín Jiménez Crespo             | PSOE    |
| 1995-1999 | Agustín Jiménez Crespo             | PSOE    |
| 1999-2003 | Agustín Jiménez Crespo             | PSOE    |
| 2003-2007 | Agustín Jiménez Crespo             | PSOE    |
| 2007-2011 | Agustín Jiménez Crespo             | PSOE    |
| 2011-2015 | Agustín Jiménez Crespo             | PSOE    |
| 2015-2019 | Agustín Jiménez Crespo             | PSOE    |
| 2019-2023 | Agustín Jiménez Crespo             | PSOE    |
| 2023-act. | Agustín Jiménez Crespo             | PSOE    |

## Patrimonio

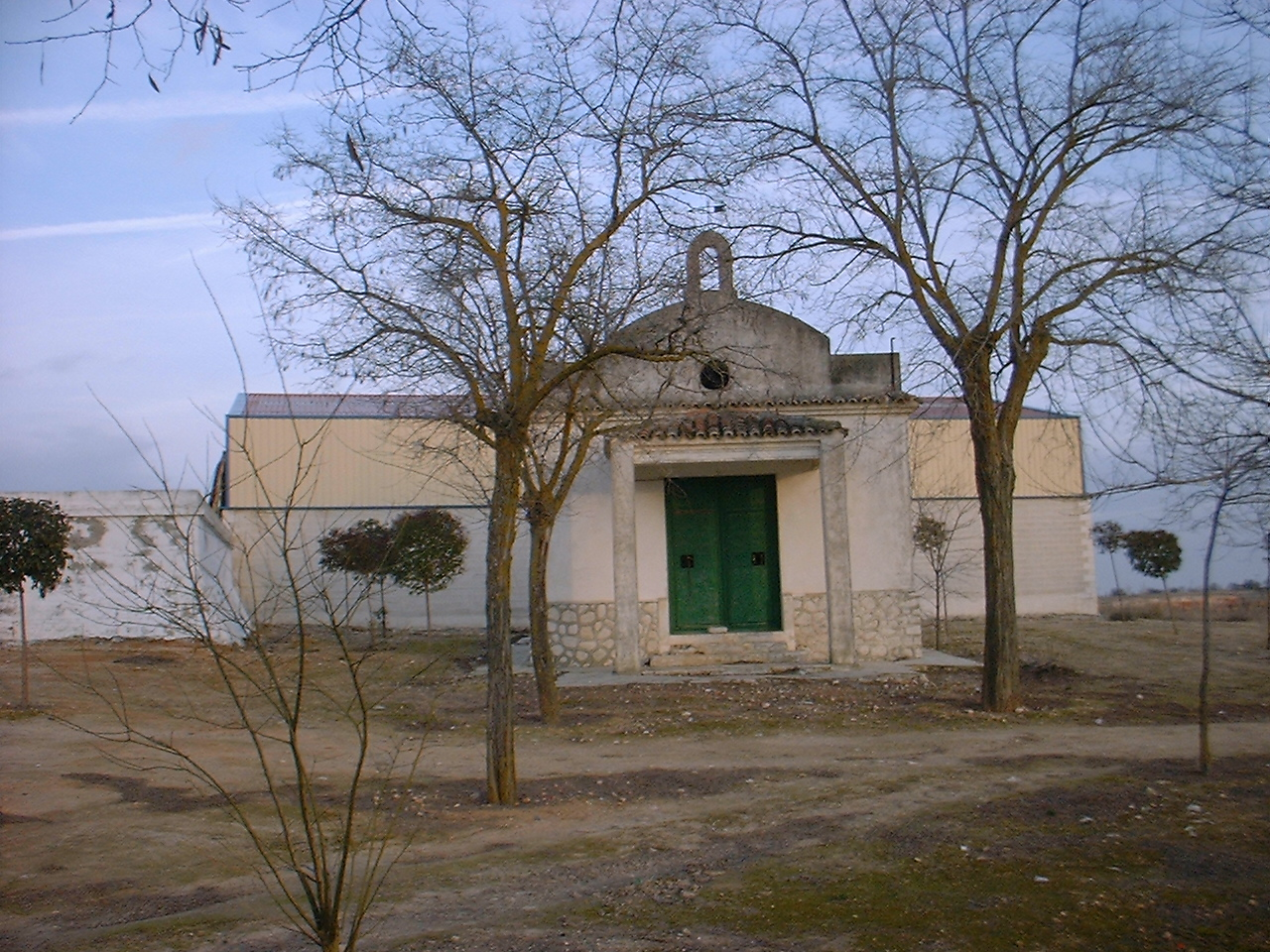
Ermita de San Isidro Labrador

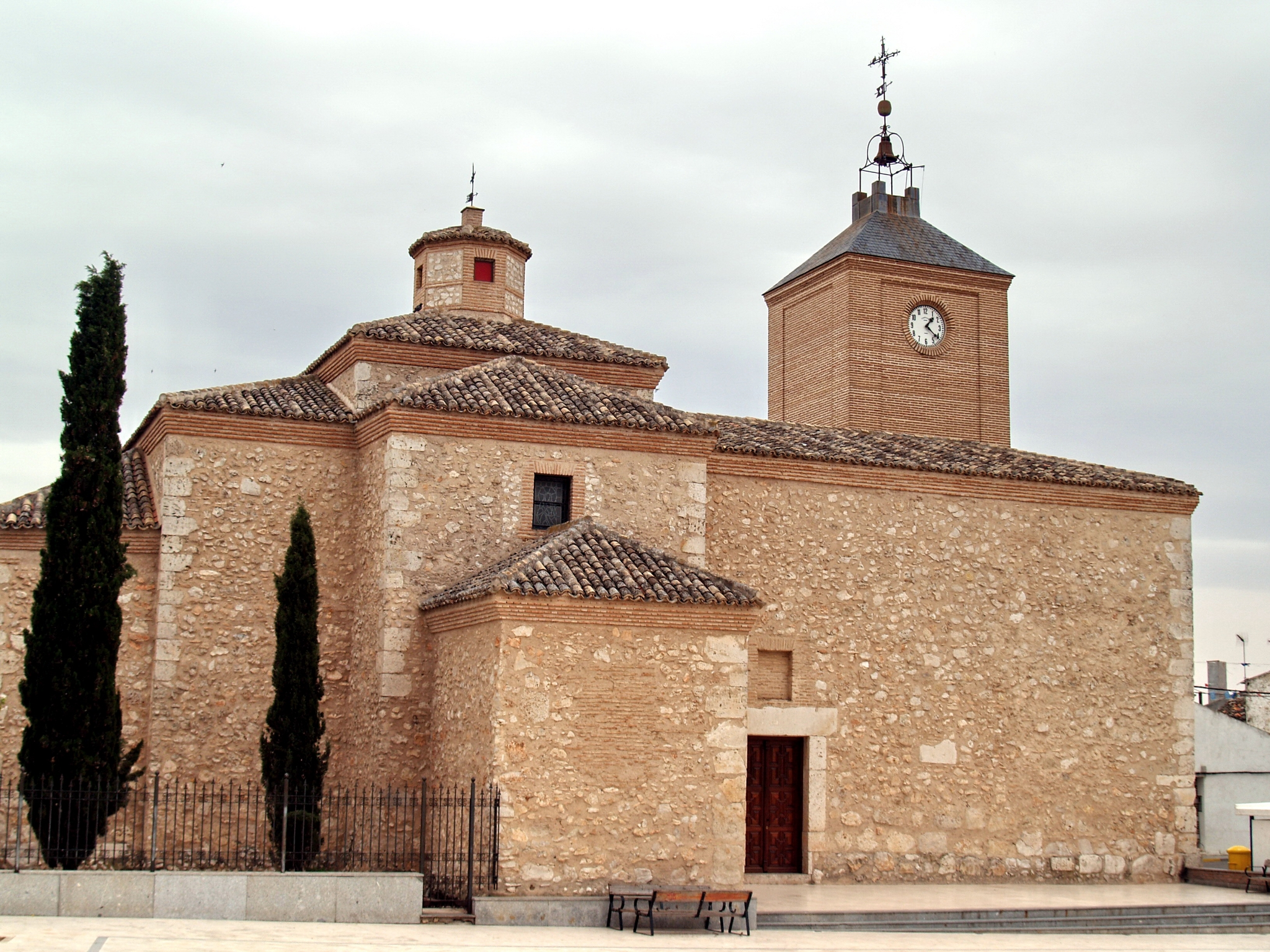
Ermita de María Magdalena

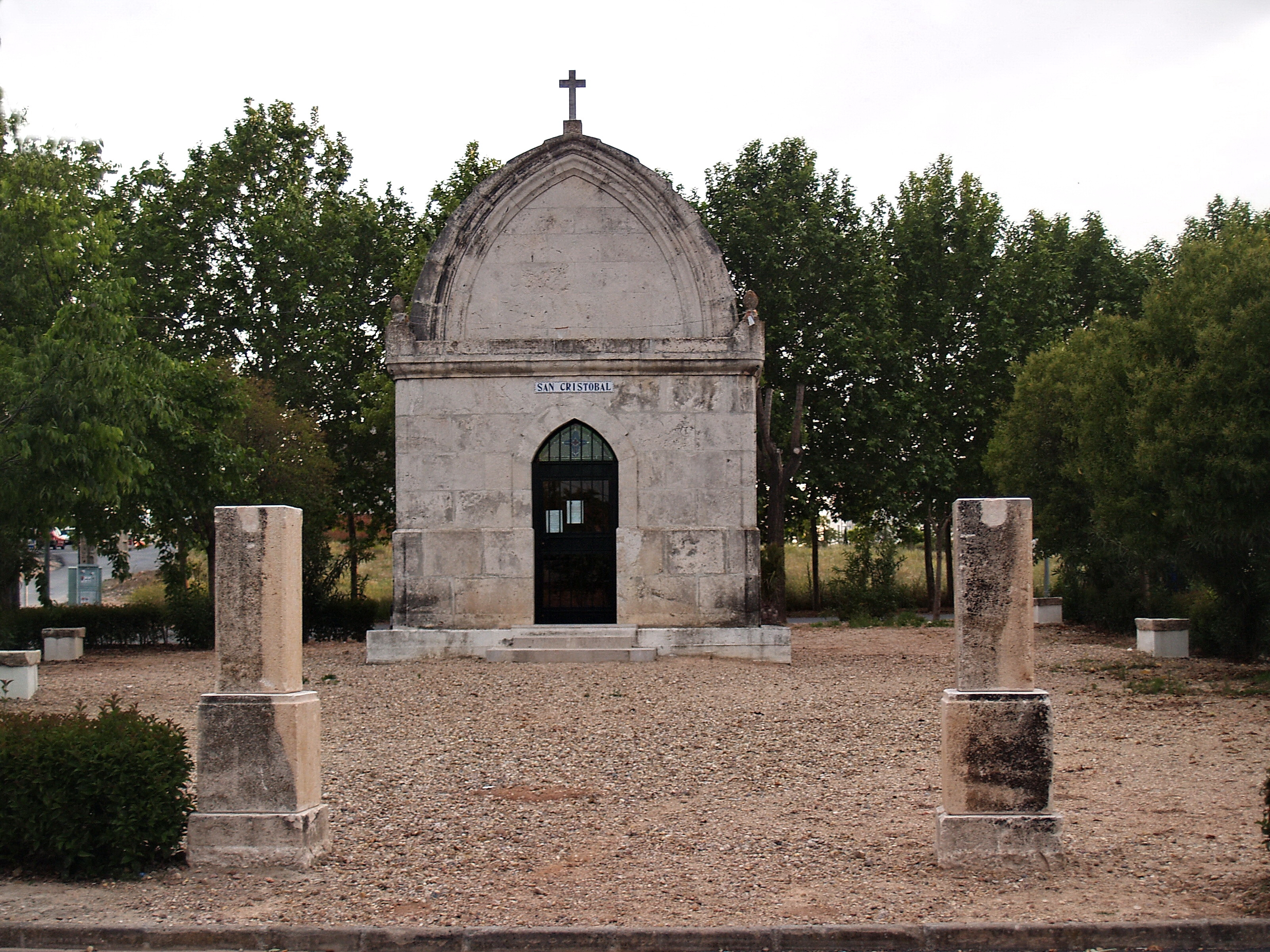
Capilla de San Cristóbal

- Ermita de María Magdalena: edificada en el siglo XVIII en estilo barroco. Tiene planta rectangular con ábside poligonal y torre de tres cuerpos de mampostería y sillares, los dos primeros y ladrillo y sillares el último.
- Ermita de San Isidro: de construcción moderna, encalada en blanco con zócalo de piedra. Es de planta rectangular y ábside plano con hornacina, y puerta de entrada con porche sobre la cornisa.
- Iglesia parroquial de Santiago Apóstol: del siglo XVII, de estilo herreriano y neoclásico.

## Fiestas
- Abril, jueves en mitad de la Cuaresma: romería (la vieja).
- 3 de mayo: Santísimo Cristo de las Injurias.
- 22 de julio: Santa María Magdalena.